# Мюнцинг
Мюнцинг (англ. Muntzing) — практика и техника уменьшения количества деталей и компонентов в приборе до минимума, необходимого для нормального функционирования устройства. Сам термин назван в честь человека, Эрла Мюнца, который его и придумал. Эрл Мюнц в 1930-е годы занимался продажей автомобилей и бытовой техники. Помимо этого он был инженером-самоучкой.

## История
В 1940-50-х гг. телевизоры представляли собой очень сложное оборудование, содержавшее свыше 30 электровакуумных ламп, преобразователей, реостатов и массу других деталей. Всё это вкупе с высокой стоимостью телевизоров ограничивало возможности для их оптовой продажи. Методом проб и ошибок Мюнц пришёл к выводу, что из телевизора можно убрать множество деталей, и при этом обеспечить нормальное функционирование в городской черте.
В результате удаления ламп и значительного упрощения схем Мюнцу удалось получить телевизор, который меньше нагревался, что было немаловажно, так как перегрев был частой причиной поломок в ранних образцах оборудования. Помимо этого телевизоры Мюнца потребляли меньше электроэнергии и имели значительно меньший вес.
С другой стороны, многие из удалённых в рамках «Мюнцига» деталей обеспечивали возможность настраивать оборудование и принимать сигнал в области неуверенного приёма, что часто вызывало недовольство конечных пользователей, даже несмотря на более низкую стоимость оборудования.